# Celoux
Celoux ist eine französische Gemeinde mit 58 Einwohnern (Stand 1. Januar 2022) im Département Cantal in der Region Auvergne-Rhône-Alpes. Sie gehört zum Kanton Neuvéglise-sur-Truyère und zum Arrondissement Saint-Flour.
Nachbargemeinden sind La Chapelle-Laurent im Norden, Ally im Osten, Rageade im Süden, Lastic im Südwesten und Saint-Poncy im Westen.

## Bevölkerungsentwicklung
| Jahr                       | 1962 | 1968 | 1975 | 1982 | 1990 | 1999 | 2008 | 2015 |
| -------------------------- | ---- | ---- | ---- | ---- | ---- | ---- | ---- | ---- |
| Einwohner                  | 157  | 153  | 136  | 110  | 103  | 89   | 80   | 68   |
| Quellen: Cassini und INSEE |      |      |      |      |      |      |      |      |